# Salman ibn Hamad ibn Isa Al Chalifa
Salman ibn Hamad ibn Isa Al Chalifa (arab. سلمان بن حمد بن عيسى آل خليفة; ur. 21 października 1969 w Ar-Rifie) – syn króla Bahrajnu Hamada ibn Isy Al Chalify, od 1999 oficjalny następca tronu, od 2020 premier Bahrajnu.

## Edukacja
Salman ukończył edukację na poziomie średnim w Bahrajnie. Następnie studiował administrację na American University in Washington D.C., który ukończył w 1992. W 1994 ukończył historię i filozofię nauki w Queens’ College na Uniwersytecie w Cambridge w Wielkiej Brytanii. Uczestniczył także w licznych seminariach dotyczących bezpieczeństwa w Zatoce Perskiej oraz spraw bliskowschodnich.
Salman jest również fundatorem programu stypendiów dla uzdolnionych studentów, którzy w jego ramach mogą kształcić się poza granicami kraju.

## Polityka
Salman ibn Hamad ibn Isa Al Chalifa w 1992 objął stanowisko wiceprzewodniczącego Bahrańskiego Centrum Studiów i Badań. Od 1995 do 1999 był przewodniczącym tej placówki. W latach 1995–1999 pełnił ponadto funkcję podsekretarza w ministerstwie obrony.
9 marca 1999 został oficjalnie mianowany następcą tronu. 22 marca 1999 przejął obowiązki szefa Sił Obrony Bahrajnu.
24 lutego 2001 stanął na czele Komitetu Implementacyjnego Karty Narodowej, przyjętej w lutym 2001 w referendum, która nakreślała wszechstronny plan dla Bahrajnu, oparty na transparentności, współpracy i uczestnictwu obywateli w życiu państwa. Komitet zaproponował szereg zmian w prawie, m.in. dotyczących wolności prasy.
3 marca 2002 Salman został szefem Rady Ekonomicznego Rozwoju, która jest odpowiedzialna za tworzenie i przestrzeganie strategii rozwoju gospodarczego.
11 listopada 2020 król Hamad powołał go na stanowisko premiera Bahrajnu, w związku ze śmiercią dotychczasowego szefa rządu Chalify ibn Salmana Al Chalify.

## Sport
Salman pełni również funkcję przewodniczącego Najwyższej Rady Młodzieży i Sportu, nadzorującej rozwój życia sportowego w kraju.
Był głównym inicjatorem przeniesienia wyścigów Formuły 1 do Bahrajnu i na Bliski Wschód. Zainicjował budowę toru Bahrain International Circuit, który stał się narodowym obiektem. Dzięki jego zabiegom 4 kwietnia 2004 w kraju odbyło się pierwsze Grand Prix Bahrajnu Formuły 1.